# Franklin (Nueva Jersey)
Franklin es un borough ubicado en el condado de Sussex en el estado estadounidense de Nueva Jersey. En el año 2010 tenía una población de 5045 habitantes y una densidad poblacional de 427 personas por km².

## Geografía
Franklin se encuentra ubicado en las coordenadas 41°6′38″N 74°35′22″O / 41.11056, -74.58944.

## Demografía
Según la Oficina del Censo en 2000 los ingresos medios por hogar en la localidad eran de $44,985 y los ingresos medios por familia eran $52,682. Los hombres tenían unos ingresos medios de $41,080 frente a los $26,201 para las mujeres. La renta per cápita para la localidad era de $19,386. Alrededor del 7% de la población estaba por debajo del umbral de pobreza.